# Keller (sobrenome)

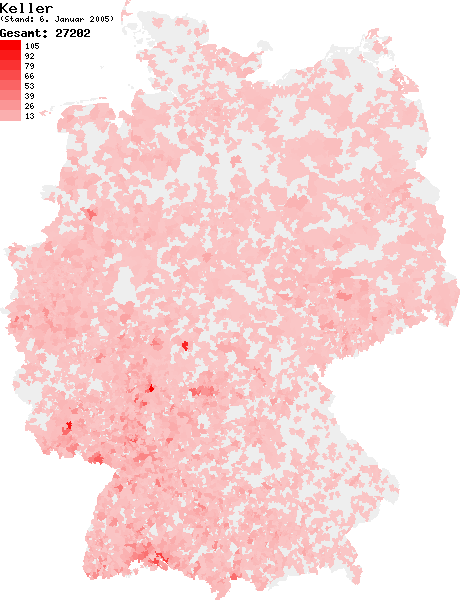
Distribuição do sobrenome Keller na Alemanha (dados de 2005).

Keller (pronúncia: kɛlə) é um sobrenome de origem alemã. O seu significado é "celeiro, despenseiro ou adega". O étimo provém do latim cellarius. Na Idade Média, era uma profissão responsável pelo interesse econômico do senhor feudal. Variante: Kellner.

## Pessoas

### A
- Antônio Carlos Rossi Keller (1953—), bispo católico brasileiro

### B
- Brian K. Vaughan Brian Keller Vaughan, (1976-) escritor de histórias em quadrinhos e roteirista de televisão.

### C
- Carlos Keller (1897–1974), economista, filósofo, sociólogo e político chileno
- Christine Keller (1962) - Jornalista brasileira

### F
- Fernanda Keller (1963—), triatleta brasileira
- Fred Simmons Keller (1899—1996), psicólogo estadunidense

### H
- Harry Keller (1913-1987), produtor e diretor de cinema estadunidense
- Helen Keller (1880–1968), escritora, conferencista e ativista social estadunidense
- Hélio Langsch Keller (1924—), militar brasileiro

### J
- Joseph Keller (1923—2016), matemático estadunidense

### K
- Kasey Keller (1969—), futebolista estadunidense
- Klete Keller (1982—), nadador estadunidense